# Eosina azul de metileno

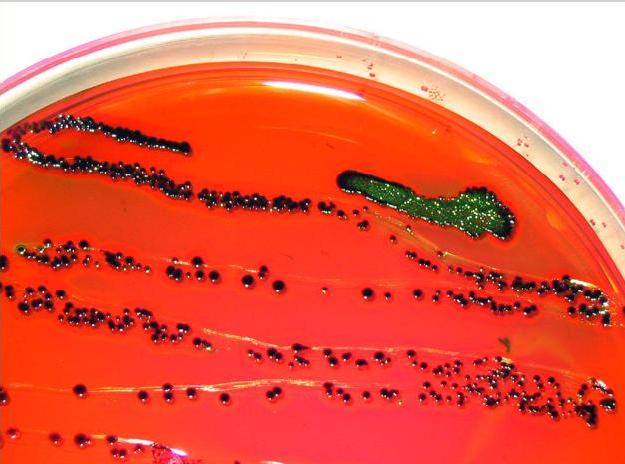
Imagen referencial de agar con eosina azul de metileno (EMB).

La eosina azul de metileno (EMB por sus siglas en inglés) es un medio de cultivo diferencial: inhibe el crecimiento de bacterias Gram positivas y algunas Gram negativas y muestra si las Gram negativas que crecen son o no fermentadoras de lactosa. Esto lo realiza gracias a la eosina y el azul de metileno:
- La eosina es un indicador de pH y, por tanto, de la presencia de fermentación.
- El azul de metileno es un compuesto que inhibe el crecimiento de bacterias Gram positivas y ciertos grupos de Gram negativas

- Datos: Q1346346
- Multimedia: Eosin methylene blue / Q1346346